# Gomphandra cumingiana
Gomphandra cumingiana är en järneksväxtart som först beskrevs av John Miers, och fick sitt nu gällande namn av Emilio Huguet del Villar y Serrataco. Gomphandra cumingiana ingår i släktet Gomphandra och familjen Stemonuraceae. Inga underarter finns listade i Catalogue of Life.